# Jørgen Bøhm Prip
Jørgen Bøhm Prip (2. februar 1920 – ca. 20. april 1945) var en dansk modstandsmand, som var medlem af modstandsgruppen P5.

## Liv
Jørgen Bøhm Prip var uddannet maskinist og under den tyske besættelse af Danmark medlem af modstandsgruppen P5.
Prip blev i september 1944 anholdt af Gestapo og sendt i Vestre Fængsel, inden han via Frøslevlejren endte i den tyske koncentrationslejr Neuengamme, der lå øst for Hamburg.
I 2019 fandt Røde Kors' eftersøgningstjeneste frem til Prips bror Mogens Prip i et eftersøgningsarbejde af danske pårørende til afdøde danskere i Neuengamme.